# Chorągiew husarska litewska Krzysztofa Radziwiłła (młodszego)

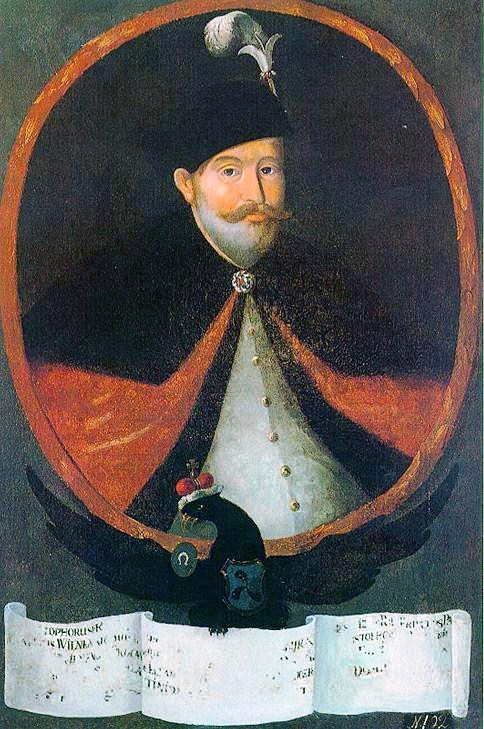
Krzysztof Radziwiłł (1585–1640)

Chorągiew husarska litewska Krzysztofa Radziwiłła (młodszego) – chorągiew husarska litewska I połowy XVII wieku, okresu wojen ze Szwedami i Moskwą.
Szefem tej chorągwi był Krzysztof Radziwiłł (1585–1640) herbu Trąby.
Chorągiew wzięła udział w wojnie polsko rosyjskiej 1632–1634 w składzie Grupie Krzysztofa Radziwiłła (młodszego). We wrześniu 1633 liczyła 200 koni.